# Енгельгардто-Василівська волость
Енгельгардто-Василівська волость — історична адміністративно-територіальна одиниця Верхньодніпровського повіту Катеринославської губернії.
Станом на 1886 рік складалася з 4 поселень, 4 сільських громади. Населення 675 осіб (377 чоловічої статі та 298 — жіночої), 157 дворових господарства.
|                     | Площа, десятин | У тому числі орної, дес. |
| ------------------- | -------------- | ------------------------ |
| Сільських громад    | 602            | 350                      |
| Приватної власності | 6571           | 2146                     |
| Іншої власності     | 33             | 33                       |
| Загалом             | 7206           | 2529                     |

Найбільші поселення волості:
- Василівка — село в балці Кам'янка за 75 верст від повітового міста, 364 особи, 114 дворів, церква православна.

Станом на 1908 рік волость було розформовано, територію та населені пункти віднесено до Софіївської волості.